# Рас-Енгела
37°20′49″ пн. ш. 9°44′32″ сх. д. / 37.34694° пн. ш. 9.74222° сх. д.
Рас-Енгела (фр. Cap Angela; араб. رأس أنجلة) — скелястий мис на північно-західній околиці однойменного півострова, за 17 км на північний захід від міста Бізерта в Тунісі, на узбережжі Середземного моря, найпівнічніша точка Африки. До 2014 року найпівнічнішою точкою континенту вважався мис Бланко (Рас-ель-Аб'яд), що лежить за 950 м на схід. За 22 км від мису лежить пам'ятка природи і туристична цікавинка — озеро Ішкель.

Монументи на мисі
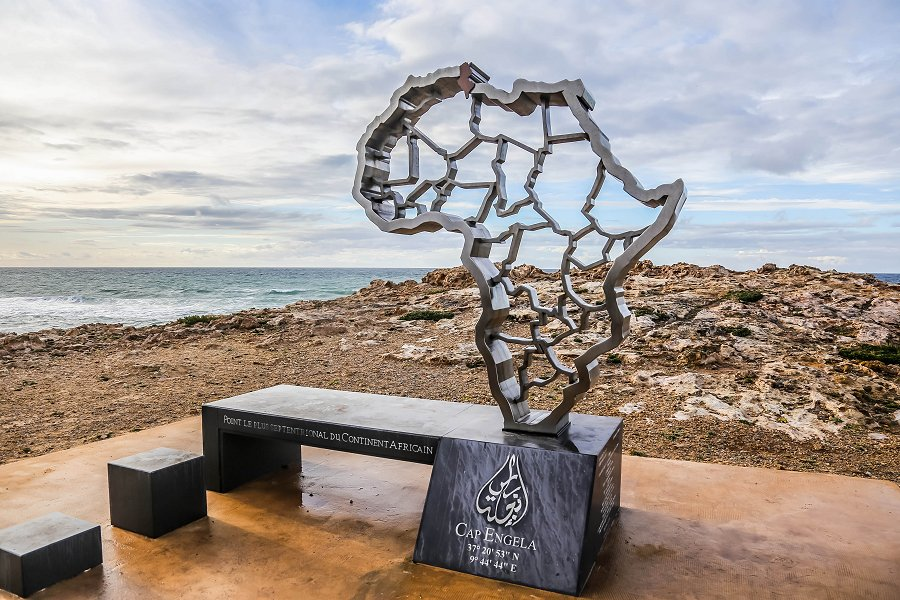
border
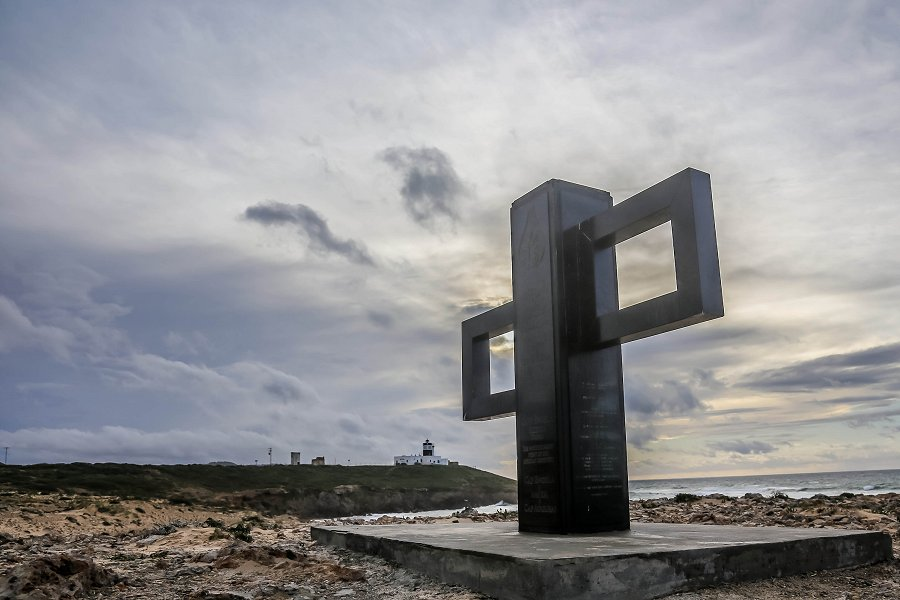
border